# فال جيفري
فال جيفري هو صاحب متجر ‏ وإطفائي وسياسي أسترالي، ولد في 6 ديسمبر 1934 في كوينبيان في أستراليا، وتوفي بنفس المكان في 18 يوليو 2017. نشط حزبياً في الحزب الليبرالي الأسترالي. وقد انتخب عضو الجمعية التشريعية الأسترالية لمقاطعة العاصمة الأسترالية ‏ عن دائرة Brindabella electorate ‏ (28 يوليو 2016 – 11 أغسطس 2016).